# Repetto (calciatore)
 Repetto (fl. XX secolo) è stato un calciatore italiano, di ruolo attaccante.

## Carriera
Militò nel Genoa due stagioni. Nella stagione 1910-1911, giocò e segnò nell'incontro casalingo del 14 maggio 1911 che vide il Genoa soccombere per 2-1 contro il Torino.
In quella stagione ottenne con il suo club il quinto posto della classifica finale del gruppo 1.
L'anno seguente ottenne il terzo posto del girone finale del torneo maggiore, giocando la prima partita del campionato, ovvero la vittoria ottenuta sulla Juventus per 5-1 il 15 ottobre 1911, ove Repetto segnò anche una rete, e l'ottava, ovvero la vittoria ottenuta sul Milan per 1-0 il 26 novembre 1911.